# فهرست شاعران چینی‌زبان

## الف
- سین آی

## پ
- پو چویی
- پان جیئو
- پان کو
- پان کو
- پائو چائو
- پئی تائو

## ت
- تائو چیان
- توفو
- تومو

## ج
- جیا تائو
- جیا ی
- جیانگ یان

## چ
- چین گوان
- چیو جین
- چو یوآن
- چیائو جی
- چای یونگ مینگ
- چانگ هنگ
- چانگ هوا
- چانگ جی
- چانگ شیه
- چنگ مین
- چنگ یندوان
- چوئو سی

## ر
- ری پیچی
- روان جی

## س
- سونگ یو
- سو دونگ پو
- سو شی
- سو شیائوشیا
- سیما شیانگ رو

## ش
- شانگ وان آن
- شین شان پو
- شین یو
- شو تینگ
- شانگ تینگ
- شی کانگ
- شی شی
- شیائو گانگ
- شیه هویلیان
- شیه لینگ یون
- شیه تیائو
- شیه چوانگ
- شین چیجی
- شو چی مو

## ف
- فنگ یانسی
- فنگ یان
- فو تیان لین

## ک
- کی یان
- کوکان شیرن

## گ
- گائو چی
- گیدو شوشین
- گو تای کینگ
- گوان تائو شینگ
- گوئو موراو

## ل
- لی گو
- لی هه
- لی هو زئو
- لی پو
- لی بای
- لی چیائو
- لی چینگ چائو
- لی شانگ یین
- لی یو
- لیانگ دیشنگ
- لیو تسونگ یوآن
- لیو گوی مونگ
- لیو جی
- لو یوئو
- لو یو
- لوئو بین وانگ
- لئوتزه

## م
- مه رونگ
- مائو تسه تونگ
- می یائوچن
- مینگ هائوران
- می هینگ
- مو دان

## ن
- ناتسومه سوسکی
- نالان شینگ تی
- اویانگ شیو

## و
- ونگ آنشی
- وانگ چان
- وانگ چان لینگ
- وانگ رونگ
- وانگ وی
- وانگ یی چینگ
- وانگ یون
- وی تسوانگ
- ون بای شین
- ون تینگ یون
- ون ئیدئو
- وو چینگ ین
- وو جیاجی

## ه
- هان یو
- هان شان
- هه تسی تانگ
- هوانگ تینگ جیان

## ی
- یان یانشی
- یانگ وان لی
- یانگ تسونگ
- یوآن یائو
- یو شین
- یوآن هونگ تائو
- یوآن تسونگ تائو
- یائو شوتسونگ
- یائو سویی